# Герменешть (Молдова)
Герменешть (рум. Ghermănești) — село у Теленештському районі Молдови. Входить до складу комуни, адміністративним центром якої є село Сухулучень.

## Населення
За даними перепису населення 2004 року у селі проживали 537 осіб.
Національний склад населення села:
| Національність | Кількість осіб | Відсоток |
| -------------- | -------------- | -------- |
| молдавани      | 536            | 99,8%    |
| росіяни        | 1              | 0,2%     |
| Всього         | 537            | 100%     |